# 宿国
宿国是在西周时期，周武王为了表示对伏羲氏的景仰，封伏羲氏的后代在宿（今山东省东平县宿城村），建立的诸侯国。任国、宿国、须句、颛臾，都姓风，主管太皞和济水神的祭祀，而服从中原各国。《春秋经》记载隐公八年，夏六月辛亥，时任宿男（宿国国君）去世。春秋时期，宋国灭亡宿国。